# Schlossbrauerei Herrngiersdorf

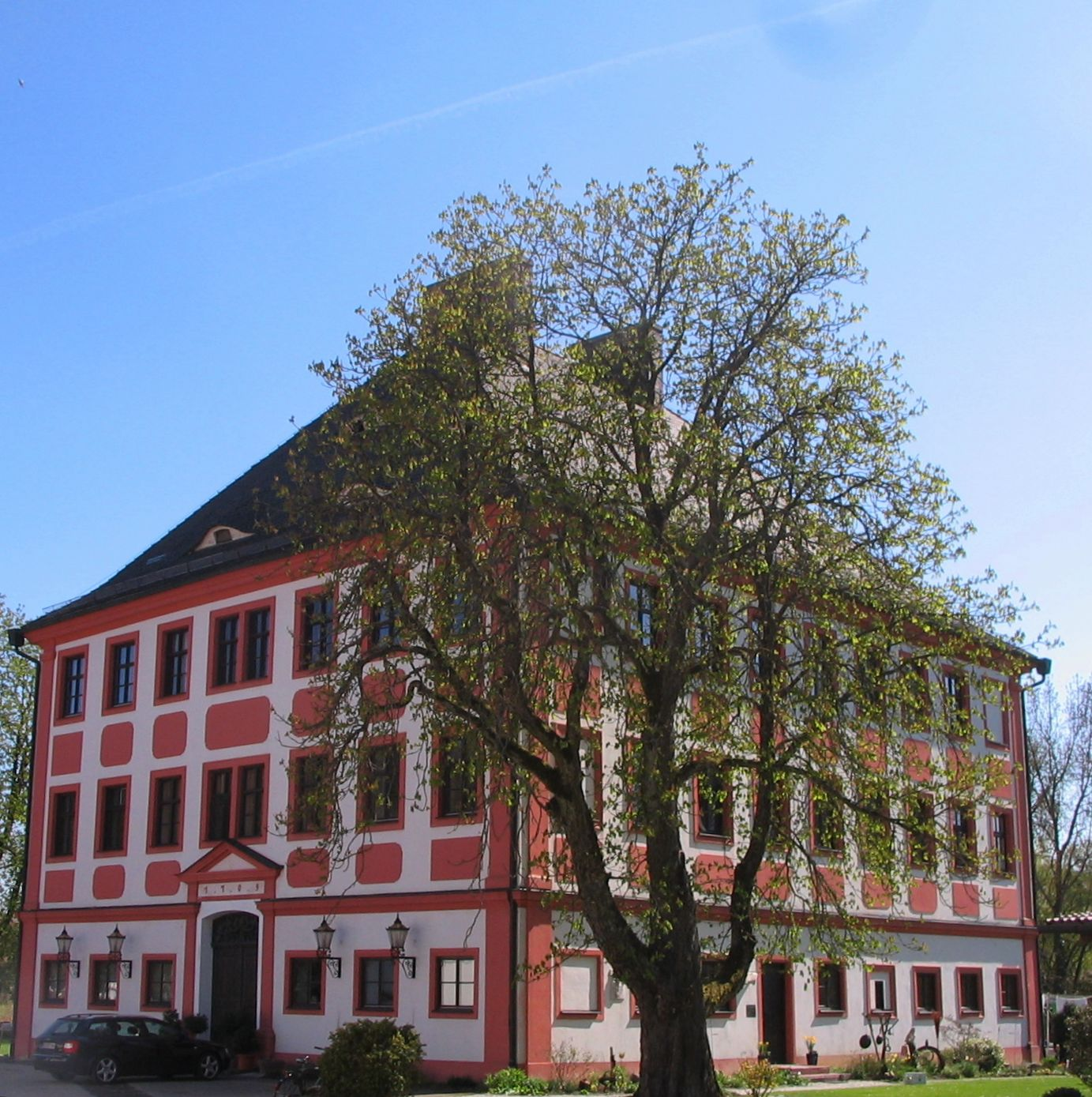
Das namensgebende Schloss Herrngiersdorf

Die Schlossbrauerei Herrngiersdorf war eine Brauerei in Herrngiersdorf. Diese wurde nach eigenen Angaben im Jahr 1131 gegründet und war damit die älteste Privatbrauerei der Welt. Der Jahresausstoß lag bei etwa 5.000 Hektolitern. Seit 1899 befindet sich der Betrieb im Besitz der Familie Pausinger, die ursprünglich aus Landshut stammte. Seit 1995 wird er von Paul Pausinger VI. geführt. 
2013 schloss man einen Kooperationsvertrag mit der Ingolstädter Herrnbräu. Dieser umfasst Vertrieb und Logistik der Herrngiersdorfer Biere. Im Zuge dieser Kooperation wurde auch der Braubetrieb zur Herrnbräu verlegt.

## Sortiment
Unter der Marke „Schlossbrauerei Herrngiersdorf“ werden folgende Biere vertrieben:
- Grantler Hell
- Hallertauer Hopfen-Cuvee Pils
- Kellerbier